# Timbellus concavopterus
Timbellus concavopterus is een slakkensoort uit de familie van de Muricidae. De wetenschappelijke naam van de soort is voor het eerst geldig gepubliceerd in 1980 door Kosuge.